# Kevin Sirois
Kevin Guy Sirois (* 20. April 1949 in Edmonton; † 14. Mai 1972 in Ponoka) war ein kanadischer Eisschnellläufer und Radrennfahrer.
Sirois startete im Eisschnelllauf erstmals in der Saison 1969/70 international und kam dabei bei der Mehrkampfweltmeisterschaft 1970 in Oslo auf den 28. Platz im Großen Vierkampf sowie bei der Sprintweltmeisterschaft 1970 in West Allis auf den 27. Rang. Im folgenden Jahr lief er bei der Mehrkampfweltmeisterschaft in Göteborg auf den 29. Platz im Großen Vierkampf und bei der Sprintweltmeisterschaft in Inzell auf den 33. Rang. Nach mehreren Siegen bei internationalen Rennen in Innsbruck zu Beginn der Saison 1971/72, nahm er bei den Olympischen Winterspielen 1972 in Sapporo an drei Läufen teil. Dabei belegte er den 26. Platz über 1500 m, den 19. Rang über 5000 m sowie den 14. Platz über 10.000 m. Im Radsport nahm er im Jahr 1971 an panamerikanischen Wettbewerben teil und trainierte für die Olympischen Sommerspiele 1972 in München. Dabei kam er im Mai 1972 bei einem Radunfall in der Nähe von Ponoka ums Leben.

## Persönliche Bestzeiten
| Disziplin | Zeit         | Datum           | Ort     |
| --------- | ------------ | --------------- | ------- |
| 500 m     | 42,21 s      | 1. Januar 1972  | Inzell  |
| 1000 m    | 1:25,30 min  | 1970            |         |
| 1500 m    | 2:11,67 min  | 2. Januar 1972  | Inzell  |
| 3000 m    | 4:29,98 min  | 1. Januar 1972  | Inzell  |
| 5000 m    | 7:45,84 min  | 2. Januar 1972  | Inzell  |
| 10.000 m  | 15:58,61 min | 7. Februar 1972 | Sapporo |